# GO-CON!
『GO-CON!』（ごーこん）は、2000年6月1日に公開された日本映画。
フジテレビ系の深夜番組『つんくタウン』から生まれた、「つんくタウンFILMS」プロジェクト第一弾作品。

## キャスト
- 関根汰一：川端竜太
- 成瀬浩：安藤亮司
- 江口甲斐：古坂和仁
- 宮本純：内山理名
- 綾野美雪：木村多江
- 大倉聡：永堀剛敏
- 梅田志乃：星野真理
- ワイルド男：高橋克典（友情出演）
- チーママ：篠原涼子（友情出演）
- 殴る男：島木譲二（友情出演）
- 店長：いかりや長介
- コック・上原：上地雄輔
- コック・白倉：遠山俊也
- 北陽

## スタッフ
- 監督：新谷暢之
- 脚本：いずみ吉紘
- プロデューサー：栗原美和子
- 音楽：SUPER TRAPP
- 主題歌：Something ELse「ウソツキ」（東芝EMI）
- 撮影：宮田伸
- 美術：渡部哲也
- 録音：大宮健司
- 音楽スーパーバイザー：志田博英
- サウンドデザイナー：柞山京一
- 音響効果：中村友美
- 照明：海保栄吉
- 編集：矢船陽介
- 衣裳：井上理愛、杉山正英
- スクリプター：小室和佳子
- スチール：川村正和
- 助監督：久保田哲史
- アシスタントプロデューサー：菅村実雪
- 配給：つんくタウンFILMS